# Saccharum wardii
Saccharum wardii är en gräsart som först beskrevs av Norman Loftus Bor, och fick sitt nu gällande namn av Norman Loftus Bor och Thomas Arthur Cope. Saccharum wardii ingår i släktet Saccharum och familjen gräs. Inga underarter finns listade i Catalogue of Life.